# Emmerich Joseph von Breidbach zu Bürresheim
Emmerich Joseph von Breidbach zu Buerresheim (Coblenza, 12 novembre 1707 – Magonza, 11 giugno 1774) fu principe-arcivescovo di Magonza dal 1763 e principe-vescovo di Worms (dal 1768).

## Biografia
Emmerich Joseph fu uno dei più importanti arcivescovi di Magonza del XVIII secolo. Prima della propria nomina, era stato decano del Duomo di Magonza e sin dal 1752 fu a capo del governo provinciale con il conte Anton Heinrich Friedrich von Stadion, il quale era cugino e primo ministro di Johann Friedrich Karl von Ostein, uno degli alti prelati tedeschi maggiormente aperto alle idee dell'illuminismo a Magonza.
Alla morte di Johann Friedrich Karl, il 4 giugno 1763, venne scelto Emmerich Joseph quale suo successore, e fu nominato il 5 luglio di quello stesso anno, dopo che era riuscito a far confluire su di sé anche i voti dei propri rivali. Il 13 novembre 1763 ricevette poi la consacrazione vescovile.
La scelta di Emmerich Joseph fu ben accolta dalla cittadinanza, mentre la nunziatura apostolica presso l'Imperatore riteneva che Emmerich Joseph fosse da considerarsi di ideali troppo filo-francesi.

## Politica
Sebbene l'Impero intero fosse stato provato da secoli di guerre e contrasti interni sin dall'età della riforma, passando attraverso la Guerra dei Trent'anni, alla morte dell'imperatore Francesco I, Emmerich Joseph si trovò a votare nel bel mezzo del Collegio dei Principi Elettori, i quali scelsero quale suo successore (anche se ormai era tradizione che fosse un membro della famiglia degli Asburgo, sin dal XV secolo), Giuseppe II, il quale venne eletto il 7 gennaio 1764. Questo fatto consentì anche all'arcivescovato di Magonza di mantenersi neutrale nei contrasti europei che seguirono.

## Emmerich Joseph, il riformatore

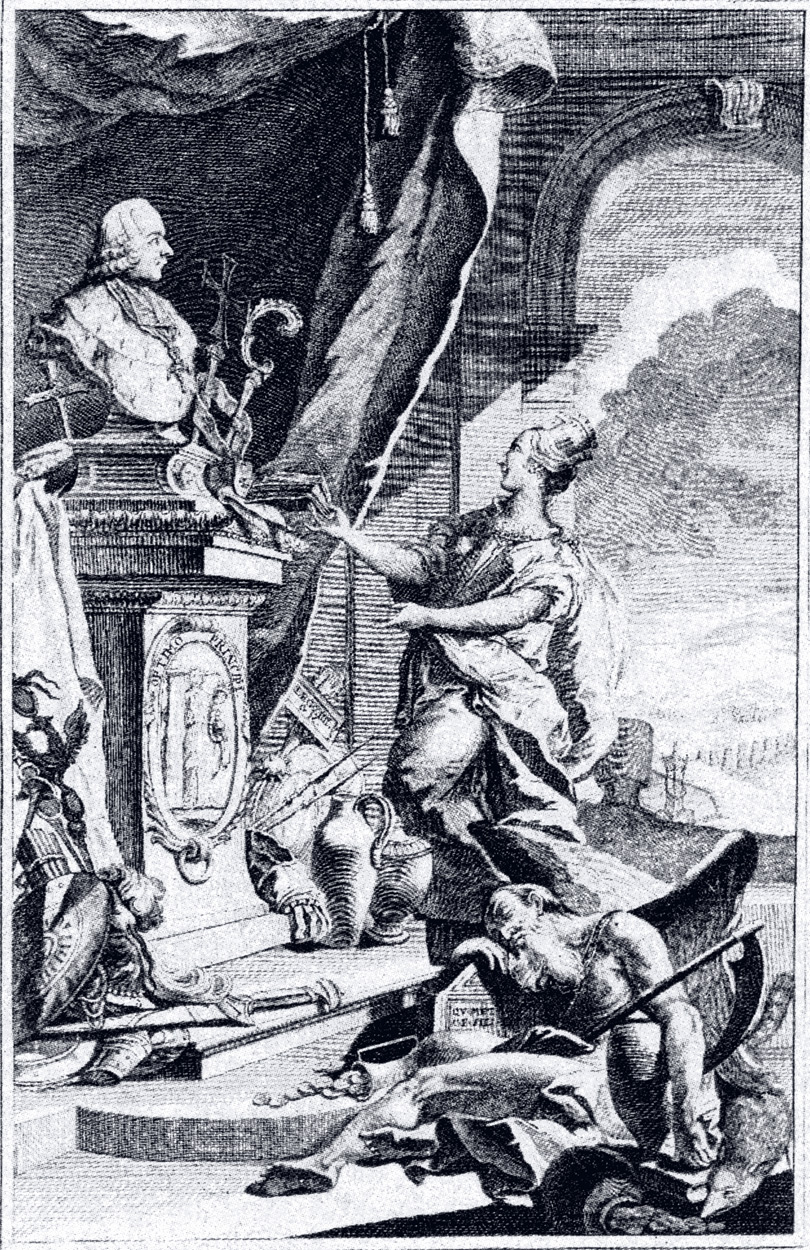
Frontespizio allegorico della Storia di Magonza pubblicata da padre Joseph Fuchs nel 1771 raffigurante la personificazione della città di Magonza che rende onore al suo arcivescovo, Emmerich Joseph von Breidbach zu Bürresheim

Il significato della reggenza di Emmerich Joseph si deve in particolar modo alla penetrazione dell'illuminismo nelle riforme programmatiche dello stato di Magonza. Questo fatto interessò innanzitutto tutti i rami dell'amministrazione, dell'economia, del diritto e della finanza. Inoltre questo consentì una maggiore presa di coscienza della popolazione e dell'esercito, che conobbero entrambi un forte sviluppo.

### Riforme nella Chiesa e nella società

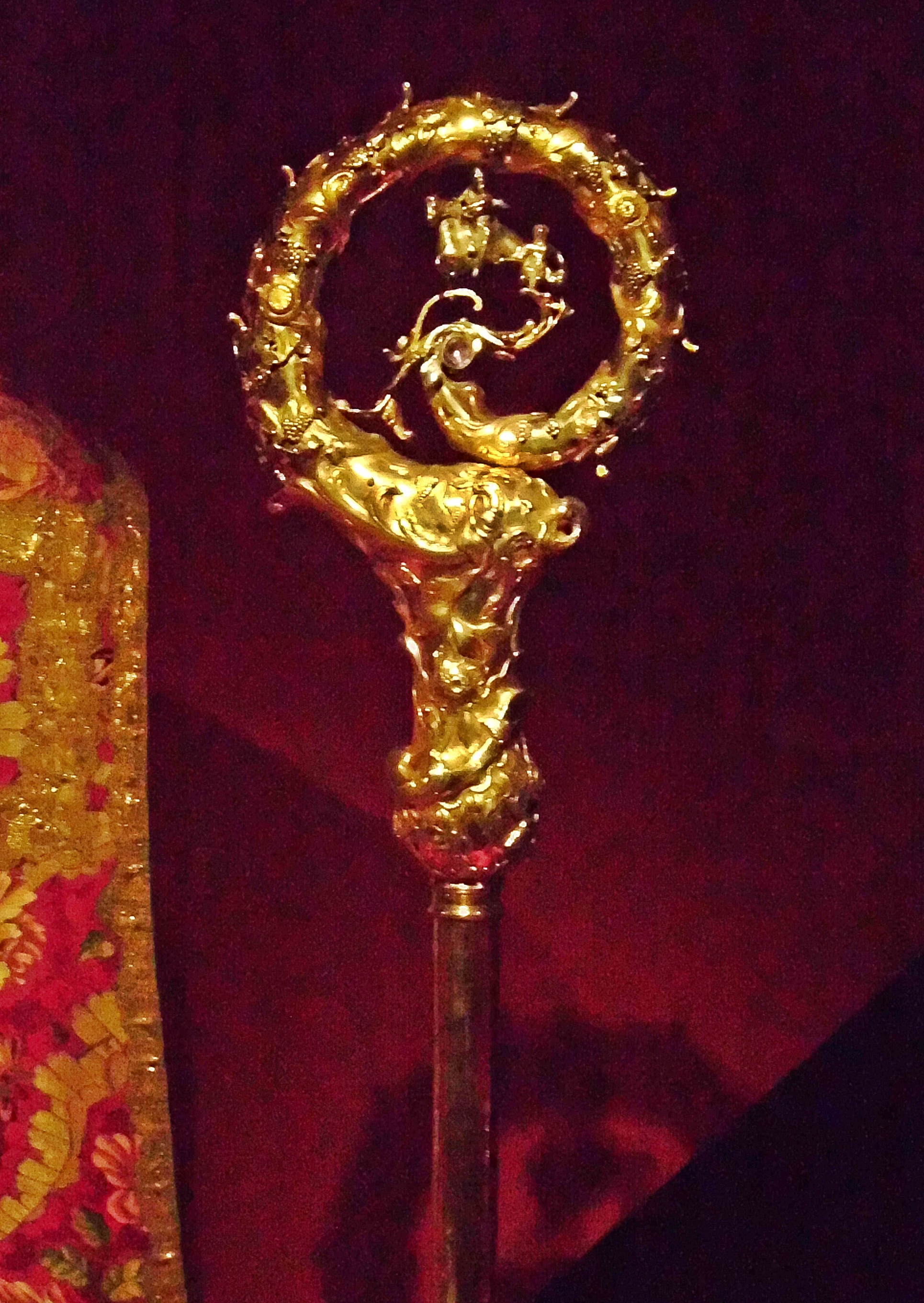
Ricciolo del pastorale appartenuto a Emmerich Joseph von Breidbach zu Bürresheim

L'Arcivescovo intervenne anche nella riforma della Chiesa. Una di queste riforme ad esempio riguardava il calendario della cattedrale di Magonza, processo già iniziato sotto il suo predecessore, Johann Friedrich Karl von Ostein. Il fatto consisteva nell'armonizzare la vita lavorativa con l'efficienza della produttività, che andava di pari passo con una grande riforma economica in atto. Sin dal 1768 Emmerich Joseph operò le proprie riforme politiche nei campi più importanti come nella politica verso i monasteri. Scuole e monasteri determinarono infatti la vita pubblica grazie alla loro immagine funzionale ed aperta a tutti. Alcuni punti di riforma furono ad esempio quelli di non legare la figura dell'insegnante ai soli uomini di chiesa, e di stabilire per i maestri un salario fisso e la creazione di un'accademia d'insegnamento, che fu inaugurata il 1º maggio 1771.

### Riforme nella natura dei monasteri e l'eliminazione dei Gesuiti
Anche i monasteri conobbero una nuova epoca sotto il governo di Emmerich Joseph. L'Arcivescovo aveva infatti già prospettato per lo stato di togliere l'immunità ai gesuiti e di eliminare progressivamente tutti i privilegi della Compagnia. A partire dal 1770, infatti, l'intera vita religiosa del paese mutò, onde evitare che i gesuiti stessi detenessero grandi ricchezze e gran parte del patrimonio pubblico. Il nuovo spirito portò alla soppressione della Compagnia di Gesù nel 1773 in tutta Europa. I gesuiti vennero di conseguenza banditi da Magonza e l'università (un tempo gestita proprio dai gesuiti) fu completamente riorganizzata da Emmerich Joseph.
L'11 giugno 1774 l'Arcivescovo, compianto dal popolo, si spense a Magonza e fu sepolto nella cattedrale cittadina, che era stata da lui ristrutturata su progetto di Franz Ignaz Michael Neumann dopo i danni subiti da una tremenda grandinata nel 1767.

## Genealogia episcopale e successione apostolica
La genealogia episcopale è:
- Cardinale Guillaume d'Estouteville, O.S.B.Clun.
- Papa Sisto IV
- Papa Giulio II
- Cardinale Raffaele Riario
- Papa Leone X
- Papa Clemente VII
- Cardinale Antonio Sanseverino, O.S.Io.Hieros.
- Cardinale Giovanni Michele Saraceni
- Papa Pio V
- Cardinale Innico d'Avalos d'Aragona, O.S.Iacobi
- Cardinale Scipione Gonzaga
- Patriarca Fabio Biondi
- Papa Urbano VIII
- Cardinale Cosimo de Torres
- Cardinale Francesco Maria Brancaccio
- Vescovo Miguel Juan Balaguer Camarasa, O.S.Io.Hieros.
- Papa Alessandro VII
- Arcivescovo Massimiliano Enrico di Baviera
- Vescovo Johann Heinrich von Anethan
- Arcivescovo Anselm Franz von Ingelheim
- Vescovo Matthias Starck
- Arcivescovo Lothar Franz von Schönborn (1695)
- Vescovo Friedrich Karl von Schönborn-Buchheim
- Arcivescovo Philipp Karl von Eltz
- Vescovo Christoph Nebel
- Arcivescovo Emmerich Joseph von Breidbach zu Bürresheim

La successione apostolica è:
- Vescovo Ludwig Philipp Behelm (1769)
- Vescovo Johann Georg Joseph von Eckart (1769)

## Stemma
| Immagine | Blasonatura                                                                 |
| -------- | --------------------------------------------------------------------------- |
| \| \|    | Emmerich Joseph von Breidbach zu Bürresheim Principe-Arcivescovo di Magonza |
|          |                                                                             |